# Pseudocercospora bixae
Pseudocercospora bixae är en svampart som först beskrevs av Allesch. & F. Noack, och fick sitt nu gällande namn av Crous, Alfenas & R.W. Barreto 1997. Pseudocercospora bixae ingår i släktet Pseudocercospora och familjen Mycosphaerellaceae.   Inga underarter finns listade i Catalogue of Life.